# 林生藨草
林生藨草（学名：Scirpus sylvaticus）为莎草科藨草属下的一个变种。

## 扩展阅读
維基物種上的相關：林生藨草